# Килелєй
Килелєй (рос. Килелей) — присілок в Богородському районі Нижньогородської області Російської Федерації.
Населення становить 41 особу. Входить до складу муніципального утворення Каменська сільрада.

## Історія
Від 2004 року входить до складу муніципального утворення Каменська сільрада.

## Населення
| 1859 | 1999 | 2002 | 2010 |
| ---- | ---- | ---- | ---- |
| 393  | ↘99  | ↘76  | ↘41  |